# 秋田公立美术工艺短期大学
秋田公立美术工艺短期大学（日语：／ Akita Kōritsu Bijutsu Kōgei  Tanki Daigaku *），简称美短，是過去一所位于日本秋田县秋田市的公立短期大学。

## 概要

### 简介
- 学校最早可以追溯到1952年、短期大学为于1995年开办[2]、由秋田市经营、是男女同校[2]。招生到于2012年。

### 历史
- 1995年 秋田公立美术工艺短期大学成立并同时设置两个学科、以下列举[2]。
  - 工艺美术学科
  - 产业设计学科
- 1997年 两个专攻成立于专科、以下列举[3]。
  - 工艺美术专攻
  - 产业设计专攻
- 2012年  招生最后、次年停止招生。
- 2015年 停辦

### 宪章
- 请参看秋田公立美术工艺短期大学的标志 （日語） 2014年3月2日阅览。

## 学校环境
- 校区：在秋田县秋田市

## 历任校长
- 石原英雄：第一代短期大学校长[4]。
- 樋田丰次郎：现在短期大学校长[5]

## 组织

### 学科
- 工艺美术学科
- 产业设计学科

### 专科
| - 工艺美术专攻 - 产业设计专攻 |

### 业余课程
| - 没有 |

### 附属学校
- 秋田公立美術工芸短期大学附属高等学院

### 附属机关
| - 图书馆 - 卫星中心 |

## 相关链接
- 日本短期大学列表